# Škotovo
Škotovo (in russo Шкотово?) è un insediamento di tipo urbano dell'Estremo Oriente russo (Territorio del Litorale). Fa parte del distretto Škotovskij.
L'insediamento si trova a nord-est di Vladivostok, a poca distanza dalla riva settentrionale del golfo dell'Ussuri.